# Niedoma
Niedoma – staropolskie imię męskie, złożone z dwóch członów: nie- (negacja) i -doma ("dom"; psł. *domъ oznacza "pomieszczenie, gdzie człowiek żyje ze swoją rodziną"; "wszystko, co jest w domu, rodzina, mienie, majątek", "ród, pokolenie", "strony rodzinne, kraj ojczysty"). Być może oznaczało "tego, kto nie przebywa w domu" albo powstało przez negację imion z członem Doma- (takich, jak Domamir albo Domarad).